# NoScript
NoScript ist eine ursprünglich allein für Firefox entwickelte Erweiterung, die auf Webseiten aktive Inhalte blockiert und wahlweise erlaubt. Später wurde die Erweiterung auch für die Nutzung in Chrome weiterentwickelt.

## Eigenschaften
In der Standardeinstellung werden alle aktiven Inhalte automatisch blockiert. Dazu gehören JavaScript, Java-Applets, Adobe Flash, Microsoft Silverlight und andere Web-Techniken. Zusätzlich gibt es auch die Möglichkeit, Frames und iFrames zu sperren.
Eine Freigabe von Seiten erfolgt über eine Positivliste oder nur temporär bis zum Schließen des Browsers. Blockierte Seiten werden auch innerhalb erlaubter Seiten gesperrt und erst nach einer gesonderten Freigabe ausgeführt.
Eine Import- und Exportfunktion ermöglicht das Sichern der Positivliste zum Beispiel bei einer Neuinstallation des Browsers. Auch die Synchronisation der Freigaben zwischen verschiedenen Installationen ist möglich.

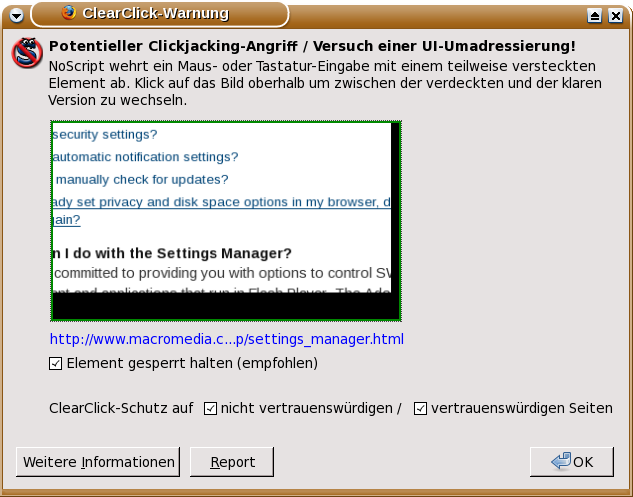
Clearclick-Warnung auf einer Demoseite

NoScript enthält einen Schutz vor Cross-Site-Scripting, der verhindert, dass fremde Inhalte in einer freigegebenen Webseite Schadcode ausführen können. Ausnahmen davon lassen sich über reguläre Ausdrücke erstellen. Ein Clearclick-Schutz erkennt Versuche von Clickjacking und weist den Benutzer durch einen Warnhinweis darauf hin.

## Versionsgeschichte
Die Version 1.0 von NoScript wurde am 13. Mai 2005 veröffentlicht.
Nach über fünf Jahren und vielen Unterversionen wurde am 14. Juli 2010 Version 1.10 veröffentlicht. Dabei handelte es sich um die letzte Version, welche noch Unterstützung für Firefox 2 und ältere Versionen bot.
Am 27. Juli 2010 wurde NoScript 2.0 veröffentlicht. Neben einer zuverlässigeren Clickjacking-Blockierung wurde der XSS-Schutz verbessert sowie die oben genannte Import- und Export-Funktion hinzugefügt.
Mit der Einführung von Firefox 57.0 im November 2017 steht das von NoScript genutzte Komponentenmodell Cross Platform Component Object Model (XPCOM) und XML User Interface Language (XUL) nicht mehr zur Verfügung. In Folge kam es zu einer Umstellung von NoScript und einer Änderung der Benutzeroberfläche ab der Version 10 von Noscript.

## Verbreitung
Mit rund 60.000 Downloads wöchentlich und rund 1,7 Mio. Nutzern (Stand: 14. Oktober 2017) zählt NoScript zu den beliebtesten Firefox-Erweiterungen.

## Nachbau für andere Browser
Das Konzept wurde später für andere Browser wie Google Chrome implementiert – so mit der quelloffenen Erweiterung „ScriptSafe“.
Eine ähnliche Erweiterung stellte uMatrix dar; die Entwicklung wurde im September 2020 eingestellt.